# Nikolai Jegorowitsch Schukowski

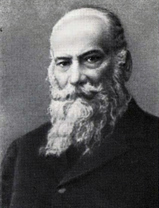
Nikolai Jegorowitsch Schukowski

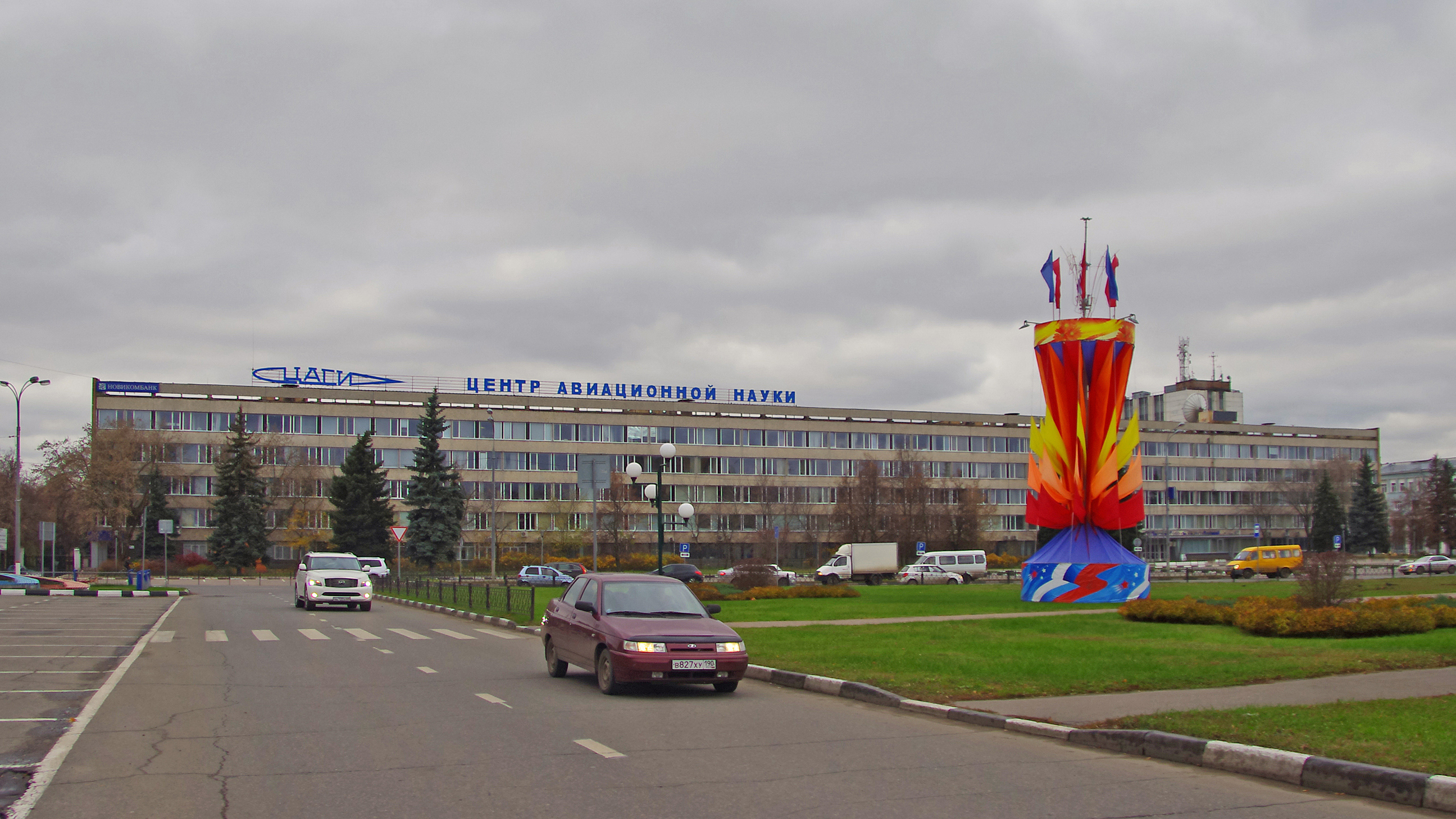
Das ZAGI in Schukowski im Jahr 2013

Nikolai Jegorowitsch Schukowski (russisch Николай Егорович Жуковский, wiss. Transliteration Nikolaj Egorovič Žukovskij, häufig als Joukowski transkribiert; * 5. Januarjul. / 17. Januar 1847greg. in Orechowo, Gouvernement Wladimir; † 17. März 1921 in Moskau) war ein russischer Mathematiker, Aerodynamiker und Hydrodynamiker. Er gilt als Vater der russischen Luftfahrt.

## Leben
Nach seinem Mathematik- und Physik-Studium an der Universität Moskau wurde Schukowski Professor an der technischen Schule in Moskau, wo er durch seine erfolgreiche wissenschaftliche Arbeit im Bereich der Hydrodynamik 1886 zum Leiter des für ihn neugeschaffenen mechanischen Instituts wurde. 1882 veröffentlichte der russ. Gelehrte N.J.Shukowski eine Abhandlung über die „Stabilität der Bewegung“.
Schukowski interessierte sich besonders für die technische Anwendung von Strömungen. Dabei legte er bis heute anerkannte Grundlagen für das Verständnis des dynamischen Auftriebs, die Entstehung von Wirbeln und die Auslegung von Flugzeugen für stabile Fluglage. Dabei überprüfte er Berechnungen immer wieder in Experimenten und ließ Beobachtungen in theoretische Vorstellungen einfließen. Im Bereich der Hydrodynamik konnten Schukowskis Forschungen verhindern, dass Hydraulikleitungen bei Druckstößen platzten. Weitere Forschungen fanden ihre Anwendung in der Wasserwirtschaft.
Bereits um 1890 entwickelte er ein überaus großes Interesse für die Luftfahrt. Er experimentierte mit drehenden Zylindern in bewegter Luft und versuchte, den experimentell schon nachgewiesenen Magnus-Effekt und den Auftrieb zu verstehen, zudem arbeitete er seit 1890, unter anderem von Otto Lilienthal angeregt, über die Theorie der Flugtechnik und schrieb »Zur Flugtheorie« (1890) sowie »Über den Gleitflug der Vögel« (1891). 1895 besuchte er Otto Lilienthal in Berlin, war tief beeindruckt und erwarb einen der Gleiter (Normalsegelapparat), den Lilienthal zum Kauf anbot. Lilienthals Flugapparat bewertete er 1895/96 in einem Bericht als „die wichtigste Erfindung der letzten Jahre auf dem Gebiet der Luftfahrt“.
Er leitete 1902 den Bau eines ersten Windkanals. Das erste aerodynamische Institut Europas gründete er 1904 in der Nähe Moskaus. 1906 veröffentlichte er eine funktionentheoretisch abgeleitete Formel, nach der der Auftrieb eines Tragflügel-Profils proportional zur Zirkulation um dieses Profil ist. Da Martin Kutta 1902 diese Formel schon entdeckt hatte, wurde sie Kutta-Schukowski-Formel genannt. Mit dieser Formel konnten erste auftriebserzeugende Profile entwickelt werden. Besonders bekannt ist das Schukowski-Profil, das aus einem kreisförmigen Profil durch Kutta-Schukowski-Transformation gewonnen wird. Wenige Jahre später gab er die ersten systematischen Vorlesungen über die Ergebnisse seiner aerodynamischen Forschung. 1911 beschrieb Schukowski »Die theoretischen Grundlagen der Luftfahrt«.
Von 1912 bis 1918 erarbeitete er eine Propellertheorie zunächst für Schiffspropeller, auf deren Grundlage später Luftschrauben entwickelt wurden. Andere Arbeiten betrafen das Schlingern und die Stabilität von Schiffen, zahlreiche Probleme der Hydromechanik, Mathematik und Astronomie, sowie die Wasserversorgung. Im Ersten Weltkrieg wies er Piloten in die Aerodynamik ein.
1918 gründete und leitete er schließlich zusammen mit Andrej Nikolajewitsch Tupolew das Zentrale Aero- und Hydrodynamische Institut (ZAGI) in Moskau, wo sich bis heute die Forschung und Entwicklung der russischen Luft- und Raumfahrt konzentriert. Das Institut liegt heute in dem nach ihm benannten Ort Schukowski in der Nähe von Moskau. Er gehörte darüber hinaus 1919 zu den Gründern des Fliegertechnikums, aus dem 1922 die Militärakademie für Ingenieure der Luftstreitkräfte „Prof. N. J. Schukowski“ gebildet wurde.
1894 wurde er zum korrespondierenden Mitglied der Russischen Akademie der Wissenschaften gewählt.

## Würdigung

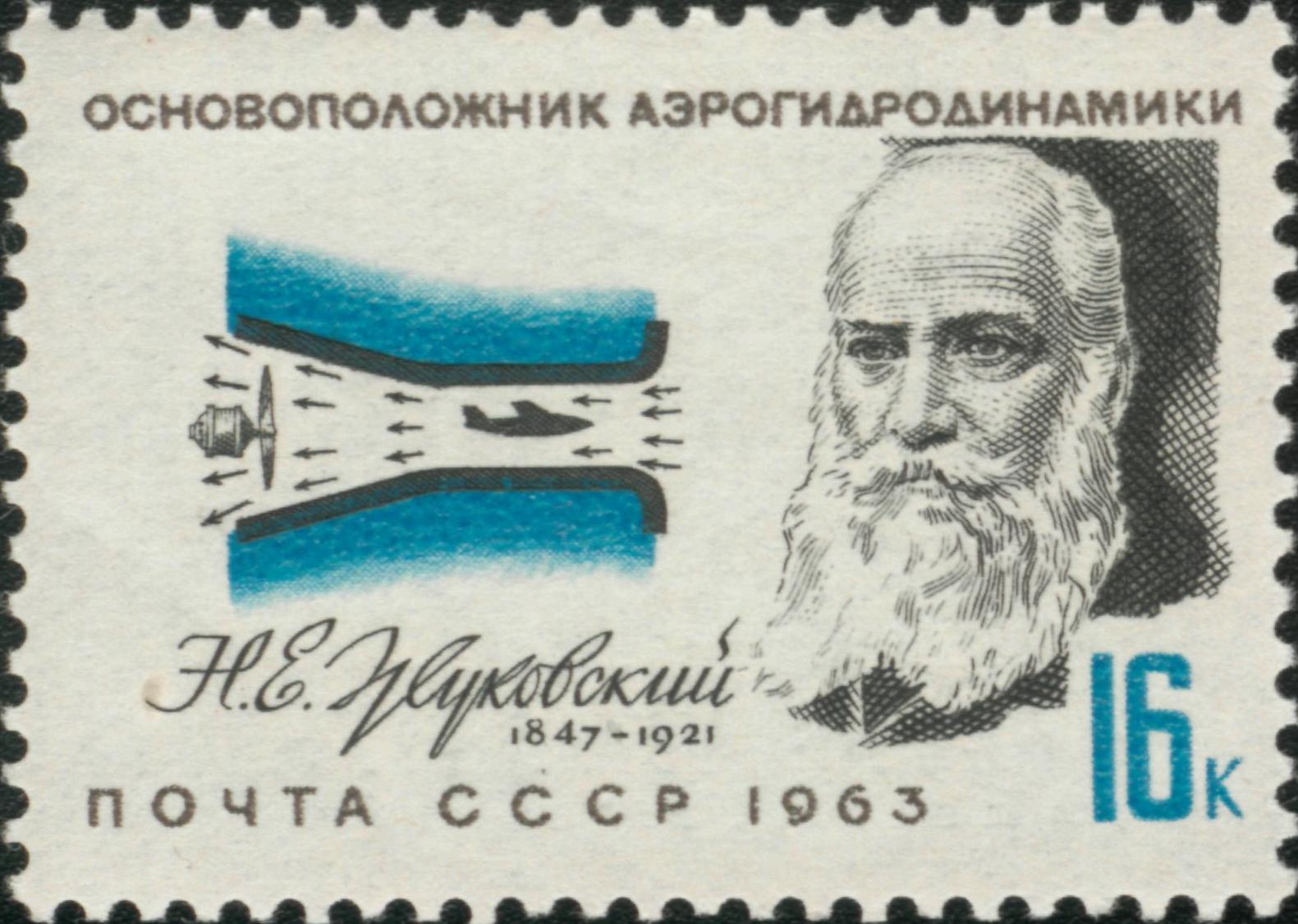
Schukowski-Briefmarke aus der UdSSR-Luftfahrtserie 1963

Der Ort Schukowski in der Nähe von Moskau, in dem er 1918 das ZAGI gründete, und der Mondkrater Zhukovskiy sind nach ihm benannt.
Seit 1920 gab es einen Schukowski-Preis, der jährlich für die besten Arbeiten in der Mathematik und Mechanik verliehen wurde. Zu seinem 100. Geburtstag 1947 wurden zwei Schukowski-Medaillen für die besten Forschungsarbeiten auf dem Gebiet der Luftfahrt gestiftet und seitdem jährlich vergeben.
Schukowskis Wirken war Gegenstand des Films Beherrscher der Luft (Жуковский/Schukowski, 1950) von Wsewolod Pudowkin und Dmitri Wassiljew.